# Гюльчати
Гюльчати (тур. Gülçatı) — село в районі Кованджилар провінції Елязиг у Східній Анатолії Туреччини. Село населене курдами.

## Географія
Знаходиться за 79 км від центра провінції — міста Елязиг і 18 км від міста Кованджилар.

## Населення
| Дані про населення за роками | Дані про населення за роками | Дані про населення за роками | Дані про населення за роками |
| ---------------------------- | ---------------------------- | ---------------------------- | ---------------------------- |
| 1997                         | 2000                         | 2007                         | 2010                         |
| 351                          | 318                          | 450                          | 510                          |

## Відомі особи
- Ділша Демірбаг-Стен[en] (1969) — шведська авторка та журналістка.
- Ділба[en] (1971) — шведська поп-співачка.
- Ділнарін «Ді» Демірбаг (1973) — шведська танцюристка та співачка.